# Luc Julia
Pour les articles homonymes, voir Julia.
 (août 2025).
Luc Julia, né en janvier 1966 à Toulouse, est un ingénieur, informaticien et conférencier franco-américain. Il est couramment présenté dans les médias français comme spécialiste en intelligence artificielle et comme l'un des concepteurs de l'assistant vocal Siri. Ancien vice-président de Samsung chargé de l'innovation (2012-2021), il rejoint Renault en 2021 en tant que directeur scientifique.

## Biographie

### Jeunesse et études
Luc Julia naît en janvier 1966 à Toulouse (Haute-Garonne). Après le baccalauréat scientifique, il se dirige vers un diplôme d'études universitaires générales (DEUG) de mathématiques à l'université Pierre-et-Marie-Curie (désormais Sorbonne Université), où il obtient une maîtrise en mathématiques et informatique, ainsi qu'un diplôme d'études approfondies (DEA) d'informatique en 1992.
Au début des années 1990, il prépare une thèse de doctorat en informatique à Télécom Paris, au sein d’une unité de recherche associée au CNRS. Sa thèse, intitulée « Interface homme-machine multimodale pour la conception et l’édition de documents graphiques », est soutenue en 1995,. À l’issue de sa thèse, il part aux États-Unis pour poursuivre sa carrière.
Le mathématicien français, spécialiste des fonctions d'une variable complexe, Gaston Julia est un de ses grands-oncles.

### Carrière aux États-Unis
Luc Julia intègre SRI International dans la Silicon Valley, où il travaille en tant que chercheur dans le domaine des interfaces vocales. Il vit dans la Silicon Valley et obtient la nationalité américaine.
En 1994, il participe au lancement de Nuance Communications, entreprise de reconnaissance vocale, qui deviendra leader dans son domaine,,. En 1997, SRI lui propose d'avoir son propre laboratoire. Il fonde donc le Computer Human Interaction Center (CHIC ) en 1998, laboratoire spécialisé en intelligence artificielle qui développe les premiers réfrigérateurs connectés et travaille sur des prototypes de voiture intelligente avec BMW. L'année suivante, il fonde avec Joe Costello (en) l'incubateur « BravoBrava! », qui emploie neuf ingénieurs français, et sert à développer des jeunes pousses high-tech.
Au début des années 2000, il développe aussi la startup Orb, ayant notamment créé le logiciel de Home theater personal computer (HTPC) Orb MyCasting, et qui sera revendue à Qualcomm en 2013,. Il entre aussi chez Hewlett Packard en 2010, où il développe des imprimantes connectées, mais y reste peu de temps, étant rappelé l'année suivante par son ami Adam Cheyer, dont l'entreprise Siri vient d'être rachetée par Apple.

### Conception de Siri
En 1997, il co-conçoit avec son ami Adam Cheyer un assisant vocal baptisé « The Assistant », puis sort du projet, avant la création de l'entreprise Siri en 2007,,,,. Cette dernière est rachetée en 2010 par Apple, que Luc Julia n'appréciait pas à l'époque. Il rejoint cependant la multinationale en octobre 2011 afin d'aider Adam Cheyer dans le développement de l'assistant. Il dirige une équipe qui passe en quelques mois de 40 à 85 ingénieurs. Il reste chez Apple seulement pendant un an : ses relations avec la nouvelle direction sont très mauvaises,, et, d'après The Information, il est poussé vers la sortie par Scott Forstall sur fond de conflits internes entre les dirigeants d'Apple et l'équipe Siri.

### Samsung
En 2012, il intègre l'entreprise Samsung en tant que vice-président chargé de l'innovation, dirigeant le centre d'innovation du groupe situé en Californie. Il est ainsi mis à la tête d'une équipe d'une cinquantaine d'ingénieurs travaillant sur des nouvelles technologies en lien avec l'internet des objets, les données ou encore l'IA,. 
Après l'élection d'Emmanuel Macron à la présidence en 2017, il déclare vouloir « faire quelque chose pour la France » et propose en août 2017 à Samsung d'installer à Paris un laboratoire dédié à l'intelligence artificielle. Devant le refus du groupe, il démissionne, mais, moins de deux mois après, il est rappelé et réembauché par Samsung : d'après Le Monde, il a par sa démission forcé la décision de Samsung. Ainsi, en mars 2018, le directeur de Samsung annonce au président français Emmanuel Macron que sa société va implanter un centre de recherche mondial sur l'intelligence artificielle en France, dirigé par Luc Julia, le projet étant d'y embaucher à terme une centaine de chercheurs et d'en faire le troisième plus grand laboratoire de Samsung sur l'IA. L'Elysée estime que la France ne doit « pas rater le train de l’intelligence artificielle ». Le Laboratoire d'intelligence artificielle de Samsung (SAIL) est créé dans le 2e arrondissement de Paris, dans un ancien bâtiment du Crédit lyonnais,. En février 2019, Luc Julia est déjà à la tête de 37 chercheurs en IA à Paris. Selon Le Monde, ce laboratoire est « la réplique de celui qu’il dirige déjà » pour Samsung dans la Silicon Valley ; Luc Julia passe une semaine par mois à Paris pour superviser le travail de l'équipe de chercheurs parisiens, mais « la collaboration est permanente entre les équipes française et américaine, soit 350 personnes au total ».
En 2018, Vanity Fair, rappelant que Luc Julia a influé sur la décision de Samsung de créer un laboratoire de recherche à Paris, le classe 22e parmi les 50 Français les plus influents au monde.
En 2021, il quitte Samsung après que l'entreprise a décidé de regrouper ses équipes de R&D à Séoul (Corée du Sud), une décision qu'il estime être « incompatible avec sa vision ».

### Renault
En avril 2021, il rejoint Renault en tant que directeur scientifique, chargé de la R&D au sein de la division logicielle,  où il supervise les activités de recherche et développement dans le domaine des logiciels embarqués,. Cette nomination constitue sa première expérience professionnelle en France.

## À propos de l'intelligence artificielle
Lors de ses prises de parole dans les médias en France, Luc Julia s'oppose à un discours qu'il juge alarmiste sur l'intelligence artificielle. Il propose d'utiliser plutôt le terme d'« intelligence augmentée » pour mieux refléter la réalité de cette technologie. Dans ses conférences, il s'oppose aux discours de certaines personnalités du monde de la technologie, comme Elon Musk ou Laurent Alexandre. 
Dans son livre L'intelligence artificielle n'existe pas (2019), il soutient que de nombreuses idées reçues sur l'IA sont inexactes. Il juge ainsi que la crainte de voir les emplois humains disparaitre au profit de robots n'est pas fondée.
De 2019 à 2025, il répète que l'intelligence artificielle générale « n'existe pas et avec les techniques actuelles » et que « cela n'existera jamais ». Il se déclare favorable à une « IA hybride », caractérisée par un retour aux systèmes experts, modernisés en MoE ou Mixture of Experts, en leur associant les statistiques (basée sur le fine tuning et le RAG ; open source ; spécialisée et plus frugale). Il affirme que les humains sont et resteront aux commandes des intelligences artificielles, et qu'un nouvel « hiver de l'IA » va se produire.
En juin 2025, il est auditionné par la Commission des affaires économiques du Sénat français, où il est interrogé sur le sujet de l'IA,.

## Controverse
En août 2025, il fait l'objet de critiques par le vidéaste Thibaut Giraud, qui l'accuse, au cours de ses interventions médiatiques, de méconnaître le fonctionnement fondamental des grands modèles de langage et d'en fournir des explications erronées, notamment en confondant le nombre de paramètres d’un modèle de langage et la quantité de données nécessaires à son entraînement.
Giraud lui reproche aussi d’inventer des études ou de déformer des statistiques, citant par exemple son affirmation qu’une étude de l’université de Hong-Kong montrerait qu’une IA générative n’a raison que dans 64 % des cas, ce qui est faux.
Par ailleurs, Julia est critiqué pour ridiculiser sans argumentation les positions de spécialistes reconnus tels que Geoffrey Hinton ou Yoshua Bengio. Julia a notamment qualifié Hinton avec la formule « il a pété une durite », sans développer une argumentation scientifique solide. 
Il remet également en question le qualificatif de « père de Siri » souvent attribué par les médias français à Luc Julia : celui-ci ne fait pas partie des fondateurs de l'entreprise et, d'après Thibaut Giraud, les brevets qu'il a déposés dans les années 1990 n'ont eu qu'un impact tout relatif[précision nécessaire][Lequel ?] sur le développement du logiciel,,.

## Distinctions
- Chevalier de la Légion d'honneur (décret du 31 décembre 2019)[39]
- Officier de l'ordre national du Mérite (2023)

## Publications
- L'intelligence artificielle n'existe pas (préf. Jean-Louis Gassée), Paris, Éditions First, 2019, 200 p. (ISBN 978-2-412-04340-0, lire en ligne)
- On va droit dans le mur ? Pour sauver la planète, il faut un projet de société et une ambition de civilisation, edi8, 2022, 116 p. (ISBN 978-2-412-08102-0, lire en ligne)
- IA génératives, pas créatives : L'intelligence artificielle n'existe (toujours) pas, Le Cherche midi, 2025, 272 p. (ISBN 978-2749183497)